# NGC 961
NGC 961 (NGC 1051) é uma galáxia espiral (Sm) localizada na direcção da constelação de Cetus. Possui uma declinação de -06° 56' 08" e uma ascensão recta de 2 horas, 41 minutos e 02,2 segundos.
A galáxia NGC 961 foi descoberta em 27 de Novembro de 1880 por Édouard Jean-Marie Stephan.